# جيمس فريدريك دوسن
جيمس فريدريك دوسن (بالإنجليزية: James Frederick Dawson)‏ هو مهندس المناظر الطبيعية أمريكي، ولد في 1874، وتوفي في 1941.